# Cerna Gora, Pernik
Cerna Gora (în bulgară Черна Гора) este un sat în comuna Pernik, regiunea Pernik,  Bulgaria. 

## Demografie
Componența etnică a satului Cerna Gora
     Bulgari (97,68%)
     Nicio identificare (2,31%)
     Altele (0%)
La recensământul din 2011, populația satului Cerna Gora era de 302 locuitori. Din punct de vedere etnic, majoritatea locuitorilor (97,68%) erau bulgari. Pentru 2,31% din locuitori nu este cunoscută apartenența etnică.